# Primera División 1900 (Uruguay)
Het seizoen 1900 van de Primera División was het eerste seizoen van de hoogste Uruguayaanse voetbalcompetitie, georganiseerd door The Uruguayan Association Football League. De Primera División was een amateurcompetitie, pas vanaf 1932 werd het een professionele competitie.

## Teams
Er namen vier ploegen deel aan de Primera División tijdens het seizoen 1900, allen ploegen die op 30 maart van dat jaar medeoprichter waren van The Uruguayan Association Football League, de huidige AUF. De vier deelnemers aan dit eerste seizoen waren Albion FC, Central Uruguay Railway Cricket Club (C.U.R.C.C.), Deutscher FK en Uruguay Athletic Club.
| Club                                 | Stad       | Stadion                 |
| ------------------------------------ | ---------- | ----------------------- |
| Albion FC                            | Montevideo | Field del Albion        |
| Central Uruguay Railway Cricket Club | Montevideo | Field de Villa Peñarol  |
| Deutscher FK                         | Montevideo | Gran Parque Central     |
| Uruguay Athletic Club                | Montevideo | Field de Punta Carretas |

## Competitie-opzet
De exacte data waarop de competitie begon en eindigde zijn niet bekend, maar C.U.R.C.C. speelde hun wedstrijden tussen 10 juni en 1 augustus 1900. Alle deelnemende clubs speelden tweemaal tegen elkaar (thuis en uit). De ploeg met de meeste punten werd kampioen.
C.U.R.C.C. werd de eerste kampioen van Uruguay door al hun wedstrijden te winnen. Op 22 juli wonnen ze hun vijfde competitiewedstrijd van Albion FC met 2–1 en waren ze zeker van de titel. Ook in de thuiswedstrijd van Albion (1–2) kreeg C.U.R.C.C. een doelpunt tegen. De wedstrijden tegen Deutscher FK en Uruguay Athletic Club werden allemaal ruim gewonnen. De tweede plek was voor Albion, die al hun ontmoetingen met Deutscher en Uruguay Athletic won. Die laatste twee ploegen wonnen allebei eenmaal van elkaar. Op basis van het doelsaldo werd Uruguay Athletic derde en ontving Deutscher de rode lantaarn.

### Kwalificatie voor internationale toernooien
Vanaf 1900 werd de Copa de Competencia Chevallier Boutell (ook wel bekend als de Tie Cup) gespeeld tussen Uruguayaanse en Argentijnse clubs. De winnaar van de Copa Competencia kwalificeerde zich als Uruguayaanse deelnemer voor dit toernooi. Dit maakt de Copa Competencia de eerste zogeheten Copa de la Liga van de Uruguay. De Copa Competencia maakte geen deel uit van de Primera División.

### Eindstand
|     | Club                  | Sp. | W | G | V | Pnt. | DV | DT | DS  |
| --- | --------------------- | --- | - | - | - | ---- | -- | -- | --- |
| 01. | C.U.R.C.C.            | 6   | 6 | 0 | 0 | 12   | 36 | 2  | +34 |
| 2.  | Albion FC             | 6   | 4 | 0 | 2 | 8    | 22 | 6  | +16 |
| 3.  | Uruguay Athletic Club | 6   | 1 | 0 | 5 | 2    | 3  | 25 | –22 |
| 4.  | Deutscher FK          | 6   | 1 | 0 | 5 | 2    | 3  | 31 | –28 |

### Legenda

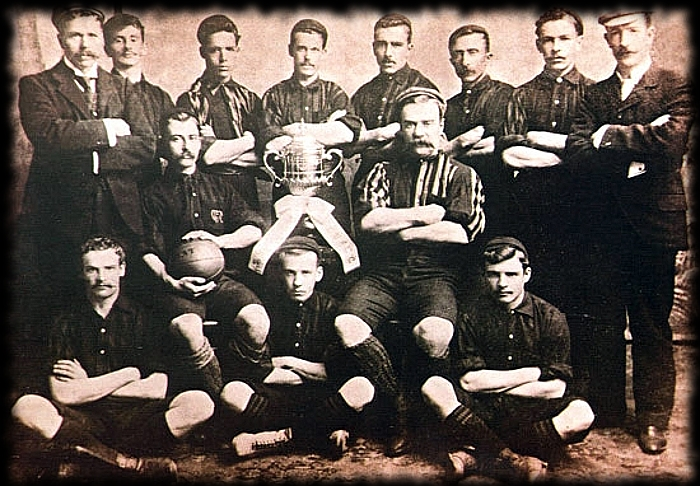
Kampioenenelftal C.U.R.C.C.

| Kleur | Kwalificatie voor                       |
| ----- | --------------------------------------- |
|       | Tie Cup 1900 (winnaar Copa Competencia) |

| Winnaar Primera División 1900 |
| ----------------------------- |
| C.U.R.C.C. 1e titel           |

#### Topscorer
De Schot James Buchanan van landskampioen C.U.R.C.C. werd topscorer met zes doelpunten.
| №  | Speler         | Club(s)    | Goals |
| -- | -------------- | ---------- | ----- |
| 1. | James Buchanan | C.U.R.C.C. | 6     |

1900 · 1901 · 1902 · 1903 · 1904 · 1905 · 1906 · 1907 · 1908 · 1909 · 1910 · 1911 · 1912 · 1913 · 1914 · 1915 · 1916 · 1917 · 1918 · 1919 · 1920 · 1921 · 1922 · 1923 · 1924 · 1925 · 1926 · 1927 · 1928 · 1929 · 1930 · 1931 · 1932 · 1933 · 1934 · 1935 · 1936 · 1937 · 1938 · 1939 · 1940 · 1941 · 1942 · 1943 · 1944 · 1945 · 1946 · 1947 · 1948 · 1949 · 1950 · 1951 · 1952 · 1953 · 1954 · 1955 · 1956 · 1957 · 1958 · 1959 · 1960 · 1961 · 1962 · 1963 · 1964 · 1965 · 1966 · 1967 · 1968 · 1969 · 1970 · 1971 · 1972 · 1973 · 1974 · 1975 · 1976 · 1977 · 1978 · 1979 · 1980 · 1981 · 1982 · 1983 · 1984 · 1985 · 1986 · 1987 · 1988 · 1989 · 1990 · 1991 · 1992 · 1993 · 1994 · 1995 · 1996 · 1997 · 1998 · 1999 · 2000 · 2001 · 2002 · 2003 ·  2004 · 2005 · 2005/06 · 2006/07 · 2007/08 · 2008/09 · 2009/10 · 2010/11 ·  2011/12 · 2012/13 · 2013/14 · 2014/15 · 2015/16 · 2016 · 2017 · 2018 · 2019 · 2020 · 2021 · 2022 · 2023